# 閃亮模力小天才
《閃亮模力小天才》，2018年1月6日-2020年3月28日於東京電視網首播，全115話。是一部由OLM和新銳動畫共同製作的電視動畫。

## 剧情
某日，小学五年级的遠松英二收到了一本神秘的「灵感大百科」，当他生活里遇到问题的时候，神奇的「大百科」就会发出光亮，引导艾迪拼装出「机灵道具」和「机器人小伙伴」来解决问题。在萌宠机器人波奇的陪伴下，英二利用日常生活的科学知识做出小发明，解决成长小难题、帮助他人。从此他和好朋友们开启了无厘头却充满创意的灵感之旅。

## 综艺
前身番組为真人儿童综艺《ピカッと解決 ピカちんハンター》（PIKACHIN-HUNTER），2017年10月7日-12月23日於東京電視網首播，全12話。